# 13植民地

13植民地
Thirteen Colonies (英語)

国歌: God Save the King（英語）
国王陛下万歳

13植民地の位置（1775年）

イギリス領北アメリカ植民地旗

13植民地（じゅうさんしょくみんち、英語: Thirteen Colonies）とは、イギリス第一次植民地帝国の北米植民地をさす。1776年の独立宣言、その後のアメリカ独立戦争を経て13植民地はアメリカ合衆国として独立した（建国時の13州は独立十三州とも呼ばれる）。

## 13植民地の位置と構成
|  | ニューイングランド植民地群 - ニューハンプシャー植民地（ニューハンプシャー） - マサチューセッツ湾直轄植民地（マサチューセッツ） - ロードアイランド植民地（ロードアイランド） - コネチカット植民地（コネティカット） 以上は後に「ニューイングランド」と総称されるようになる各地域。 中部植民地群 - ニューヨーク植民地（ニューヨーク） - ニュージャージー植民地（ニュージャージー） - ペンシルベニア植民地（ペンシルベニア） - デラウェア植民地（デラウェア） 南部植民地群 - メリーランド植民地（メリーランド） en:Chesapeake Colonies - バージニア植民地（ヴァージニア） en:Chesapeake Colonies - ノースカロライナ植民地（ノースカロライナ） - サウスカロライナ植民地（サウスカロライナ） - ジョージア植民地（ジョージア） |

## 概要
イギリス帝国では、1607年のバージニアに始まり、1732年のジョージアにいたる北アメリカ大陸東海岸に13植民地が形成された。フランス北米植民地とくらべると、ヨーマン（自営農民）として家族単位での植民と定住が一般的であり、そのため人口も多く、かれらは農地の確保を指向していたため、先住民であるインディアンと衝突することも多かった。イギリス国王の特許状による自主的な運営がおこなわれ、政治的自由が認められており、その緩い支配は「有益なる怠慢」と称されていた。
13植民地の経済的な特色は、北部と南部では著しく異なり、中部はその中間的な特色を有していた。
プリマスやマサチューセッツなどを中心とするニューイングランド植民地（北部植民地）はピューリタンが多く、自主独立の気風が強かった。この地域では庶民の立法機関であるタウンミーティング制度が発達していた。豊富な水力や木材を利用した工業も発達し、産業資本家や労働者の形成もみられた。農業の大規模経営は発展しなかった。
バージニアやサウスカロライナなどの南部植民地では、プランテーションとよばれる大規模農業経営が広まった。そこでは当初白人の年季契約農を使用していたが、労働力不足からしだいにアフリカ大陸から黒人を奴隷として輸入するようになった。プランターの多くは保守的で、またカトリックの勢力が多かった。そこでは、本国の議会制度を模したカウンティ（郡）の制度が採用されることが多かった。
ニューヨーク、ペンシルベニアなどの中部は小麦を中心とする農産物輸出がさかんであったが、奴隷制プランテーションは発達せず、農業と商業を中心に発達した。
植民地人口は18世紀に入って急増した。以下に、1700年と1780年の各植民地の人口（千人単位）を掲げる。
| 番号 | 植民地名           | 1700年 | 1700年 | 1780年 | 1780年 | 区別       | 沿革                                                                                    |
| 番号 | 植民地名           | 白人   | 黒人   | 白人   | 黒人   | 区別       | 沿革                                                                                    |
| ---- | ------------------ | ------ | ------ | ------ | ------ | ---------- | --------------------------------------------------------------------------------------- |
| 1    | ニューハンプシャー | 5      | 0      | 87     | 0.5    | 自治植民地 | 1679年、マサチューセッツ湾植民地より分離。                                              |
| 2    | マサチューセッツ   | 55     | 1      | 312    | 5      | 自治植民地 | 1629年、マサチューセッツ湾会社により設立。 1691年、プリマス植民地（1620年設立）を併合。 |
| 3    | ロードアイランド   | 5.5    | 0.5    | 50     | 3      | 自治植民地 | 1636年、ロジャー・ウィリアムズにより設立。                                              |
| 4    | コネティカット     | 25.5   | 0.5    | 202    | 6      | 自治植民地 | 1636年、トマス・フーカーにより設立。                                                    |
| 5    | ニューヨーク       | 17     | 2      | 237    | 21     | 領主植民地 | 1664年、ヨーク公（ジェームズ2世）。                                                     |
| 6    | ニュージャージー   | 13     | 1      | 129    | 10     | 領主植民地 | 1664年、ジョン・バークレー、ジョージ・カータレットにより設立。                          |
| 7    | ペンシルベニア     | 17.5   | 0.5    | 319    | 8      | 領主植民地 | 1681年、ウィリアム・ペン（クエーカー教徒）により設立。                                  |
| 8    | デラウェア         | 2      | 0      | 42     | 3      | 領主植民地 | 1703年、ペンシルベニア植民地より分離。                                                  |
| 9    | メリーランド       | 27     | 3      | 165    | 81     | 領主植民地 | 1634年、ボルティモア卿により設立。                                                      |
| 10   | ヴァージニア       | 41.5   | 16.5   | 355    | 228    | 自治植民地 | 1607年、ヴァージニア会社により設立。                                                    |
| 11   | ノースカロライナ   | 10.5   | 0.5    | 188    | 93     | 領主植民地 | 1663年、クラレンドン卿ら8人の貴族により設立。 1729年、南北に分離。                      |
| 12   | サウスカロライナ   | 3.5    | 2.5    | 83     | 97     | 領主植民地 | 1663年、クラレンドン卿ら8人の貴族により設立。 1729年、南北に分離。                      |
| 13   | ジョージア         | －     | －     | 35     | 21     | 領主植民地 | 1733年、ジェームズ・オグルソープにより設立。                                            |
| 計   | 13植民地           | 223    | 21     | 2,205  | 575    |            |                                                                                         |

## 独立戦争へ

アメリカ独立当時の星条旗（星は13個、条は13条ある）

「有益なる怠慢」と呼ばれた植民地支配が転機を迎えたのは、フレンチ・インディアン戦争であった。この戦争で勝利したイギリスは、1763年宣言でアパラチア山脈を越えての植民地人の進出を規制した。これが、「イギリス人」として戦争に協力した植民地人の怒りを買うこととなった。イギリスは戦費支出の増大による財政難から、それまでの緩やかな植民地支配から厳しい産業統制に転じ、砂糖法（1764年）、印紙法（1765年）などを施行して13植民地に対する課税を強化した。これに対し、イギリス議会に代表を持たない植民地議会は「代表なくして課税なし」ととなえて抵抗し、一連の税法を廃止に追いこんだ。しかし、イギリス議会は1773年に東インド会社に茶取引を独占させる茶法を制定したため、植民地側の不満が頂点に達し、インディアンに扮した植民地人が、ボストンに入港したイギリス船内の茶を海に投棄するボストン茶会事件が起こった。イギリス側はボストン港閉鎖などでこれに対処したため、1774年、13植民地は大陸会議を開いた。1775年、両者はついにレキシントン・コンコードの戦いで武力衝突し、植民地軍はジョージ・ワシントンを総司令官に選んでアメリカ独立戦争に突入した。